# Eustrotiinae
Eustrotiinae là một phân họ bướm đêm thuộc họ Erebidae.

## Hình ảnh

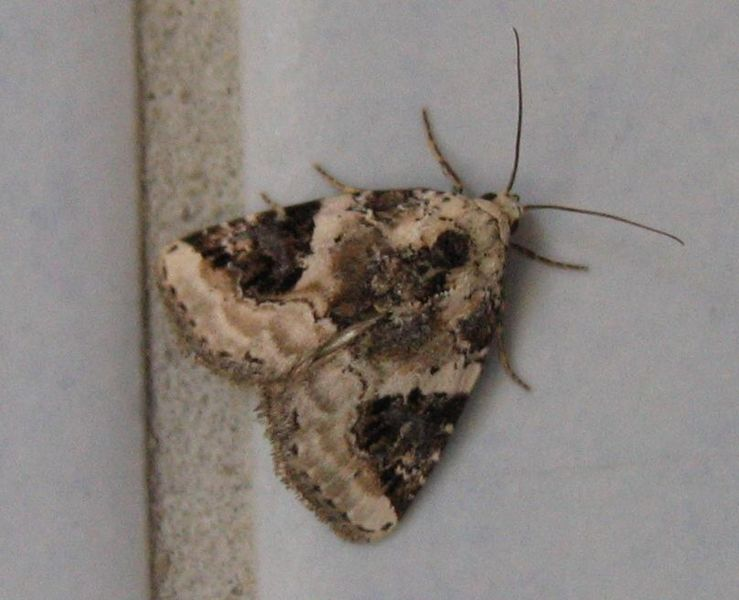